# Trillionaire
Trillionaire è un singolo del rapper statunitense, Future pubblicato il 16 maggio 2020 come quinto estratto dall'ottavo album in studio High Off Life.

## Tracce
1. Trillionaire (feat. YoungBoy Never Broke Again) – 2:47